# Elías García Martínez
Elías García Martínez (ur. 1858 w Requenie, zm. 1934 w Utiel) – hiszpański malarz.

## Życiorys
Martínez pochodził z Requeny, gdzie urodził się w 1858 roku. Studiował w szkołach sztuk pięknych w Walencji i Barcelonie. Początkowo pracował w rodzinnym mieście, następnie przeniósł się do Saragossy, gdzie ożenił się z Julianą Condoy Tello. Od 1894 roku aż do przejścia na emeryturę był profesorem szkoły sztuk pięknych w Saragossie. Na emeryturze od 1929 roku.
Zmarł w Utiel Homes w prowincji Walencja w 1934 roku.
Wśród jego dzieci znajdują się malarz Julio García Condoy (1889-1977) i rzeźbiarz Honorio García Condoy (1900-1953).

## Znane prace
Obecnie najbardziej znaną pracą Martíneza jest fresk Ecce Homo z kościoła w mieście Borja. Malowidło to zyskało rozgłos medialny w sierpniu 2012 r. za sprawą nieudanej konserwacji dokonanej przez 85-letnią mieszkankę Borja.

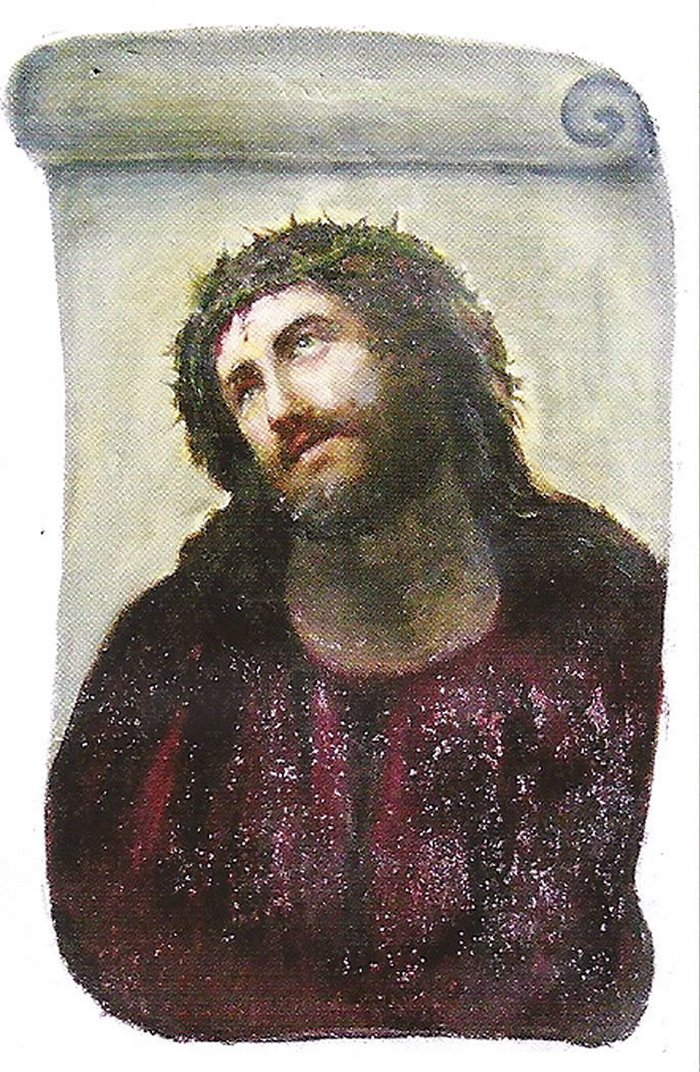
Oryg. fresk Ecce Homo z Borja